# Volleyball Club Cheseaux 2016-2017
Questa voce raccoglie le informazioni riguardanti il Volleyball Club Cheseaux nella stagione 2016-2017.

## Organigramma societario
Area direttiva
- Presidente: Alberto Angeretti
- Responsabile della squadra: Bernard Python

Area tecnica
- Allenatore: Eraldo Buonavita

Area sanitaria
- Fisioterapista: Thomas Schillinger, Céline La Mendola

## Rosa
| N° | Nome              | Ruolo | Data di nascita   | Nazionalità sportiva |
| -- | ----------------- | ----- | ----------------- | -------------------- |
| 1  | Livia Casto       | S     | 21 settembre 1999 | Svizzera             |
| 3  | Sandrine Bornand  | S     | 6 novembre 1996   | Svizzera             |
| 4  | Nadine Bolle      | P     | 8 luglio 2000     | Svizzera             |
| 6  | Lauren Whyte      | S     | 10 febbraio 1991  | Stati Uniti          |
| 7  | Marine Hämmerli   | L     | 30 maggio 1994    | Svizzera             |
| 8  | Sandra Stocker    | C     | 26 dicembre 1987  | Svizzera             |
| 9  | Giorgia Castelli  | C     | 10 giugno 1997    | Italia               |
| 10 | Oriane Hämmerli   | P     | 30 gennaio 1996   | Svizzera             |
| 11 | Alessia Zanello   | S/O   | 6 giugno 1996     | Italia               |
| 13 | Ioanna Trezzini   | L     | 30 maggio 2000    | Svizzera             |
| 14 | Tryphosa Oseghale | S/O   | 24 aprile 1992    | Svizzera             |
| 15 | Sarah Van Rooij   | S     | 28 aprile 1991    | Svizzera             |
| 17 | Renata Schmutz    | S/O   | 27 giugno 1978    | Brasile              |

## Mercato
| Acquisti | Acquisti          | Acquisti  | Acquisti   |
| R.       | Nome              | da        | Modalità   |
| -------- | ----------------- | --------- | ---------- |
| C        | Giorgia Castelli  | Gordola   | definitivo |
| S/O      | Tryphosa Oseghale | Cossonay  | definitivo |
| S/O      | Renata Schmutz    | Logroño   | definitivo |
| S        | Sarah Van Rooij   | -         | definitivo |
| S        | Lauren Whyte      | Azəryol   | definitivo |
| S/O      | Alessia Zanello   | Offanengo | definitivo |

| Cessioni | Cessioni           | Cessioni     | Cessioni   |
| R.       | Nome               | a            | Modalità   |
| -------- | ------------------ | ------------ | ---------- |
| S        | Katherine Morrell  | BaliPure     | definitivo |
| C        | Aude Pierrehumbert | ?            | definitivo |
| S        | Breanna Mackie     | Pocari Sweat | definitivo |
| S        | Mélissa Hervé      | ?            | definitivo |
| S        | Cassandra Masson   | ?            | definitivo |
| S/O      | Léa Montavon       | ?            | definitivo |

## Risultati

### Lega Nazionale A

#### Regular season

##### Primo round
| 1ª giornata - 15 ottobre 2016 Salle Derrière-la-Ville 5, Cheseaux  | Cheseaux            | 3 - 0 | Franches-Montagnes | 25-21, 25-21, 25-20               |
| 2ª giornata - 22 ottobre 2016 Mehrzweckhalle Löhrenacker, Aesch    | Sm'Aesch Pfeffingen | 3 - 0 | Cheseaux           | 25-21, 25-19, 25-22               |
| 3ª giornata - 23 ottobre 2016 Salle Derrière-la-Ville 5, Cheseaux  | Cheseaux            | 3 - 2 | Köniz              | 25-22, 20-25, 21-25, 25-15, 18-16 |
| 4ª giornata - 30 ottobre 2016 Sporthalle Leimacker, Düdingen       | Düdingen            | 3 - 0 | Cheseaux           | 25-21, 25-18, 25-23               |
| 5ª giornata - 5 novembre 2016 Salle Derrière-la-Ville 5, Cheseaux  | Cheseaux            | 3 - 1 | Kanti              | 25-15, 25-22, 11-25, 25-17        |
| 6ª giornata - 12 novembre 2016 Palestra Lambertenghi, Lugano       | Lugano              | 1 - 3 | Cheseaux           | 22-25, 25-22, 19-25, 23-25        |
| 7ª giornata - 13 novembre 2016 Salle Derrière-la-Ville 5, Cheseaux | Cheseaux            | 1 - 3 | Neuchâtel          | 23-25, 19-25, 25-13, 18-25        |
| 8ª giornata - 19 novembre 2016 Sportanlage Im Birch, Zurigo        | Volero Zurigo       | 3 - 0 | Cheseaux           | 25-20, 25-22, 25-12               |
| 9ª giornata - 27 novembre 2016 Salle Derrière-la-Ville 5, Cheseaux | Cheseaux            | 3 - 0 | Top Lucerna        | 25-23, 25-19, 25-23               |

##### Secondo round
| 10ª giornata - 4 dicembre 2016 Salle Forum BIWI, Rossemaison               | Franches-Montagnes | 3 - 0 | Cheseaux            | 25-18, 25-16, 25-22        |
| 11ª giornata - 10 dicembre 2016 Salle Derrière-la-Ville 5, Cheseaux        | Cheseaux           | 0 - 3 | Sm'Aesch Pfeffingen | 19-25, 21-25, 24-26        |
| 12ª giornata - 17 dicembre 2016 Sporthalle Weissenstein, Berna             | Köniz              | 3 - 0 | Cheseaux            | 25-17, 25-17, 25-20        |
| 13ª giornata - 20 dicembre 2017 Salle Derrière-la-Ville 5, Cheseaux        | Cheseaux           | 1 - 3 | Düdingen            | 25-27, 25-19, 16-25, 16-25 |
| 14ª giornata - 4 gennaio 2017 BBC Arena, Sciaffusa                         | Kanti              | 3 - 1 | Cheseaux            | 14-25, 25-15, 25-22, 25-15 |
| 15ª giornata - 7 gennaio 2017 Salle Derrière-la-Ville 5, Cheseaux          | Cheseaux           | 3 - 1 | Lugano              | 16-25, 25-19, 25-15, 25-23 |
| 16ª giornata - 15 gennaio 2017 Halle des sports de la Riveraine, Neuchâtel | Neuchâtel          | 3 - 0 | Cheseaux            | 25-12, 25-21, 25-18        |
| 17ª giornata - 15 febbraio 2017 Salle Derrière-la-Ville 5, Cheseaux        | Cheseaux           | 0 - 3 | Volero Zurigo       | 16-25, 13-25, 21-25        |
| 18ª giornata - 28 gennaio 2017 Bahnhofhalle, Lucerna                       | Top Lucerna        | 3 - 0 | Cheseaux            | 25-11, 25-22, 25-19        |

##### Terzo round
| 19ª giornata - 4 febbraio 2017 Bahnhofhalle, Lucerna                | Top Lucerna        | 2 - 3 | Cheseaux            | 16-25, 19-25, 25-22, 25-14, 12-15 |
| 20ª giornata - 5 febbraio 2017 Salle Derrière-la-Ville 5, Cheseaux  | Cheseaux           | 0 - 3 | Lugano              | 18-25, 21-25, 20-25               |
| 21ª giornata - 11 febbraio 2017 Salle Derrière-la-Ville 5, Cheseaux | Cheseaux           | 3 - 0 | Neuchâtel           | 25-15, 25-17, 25-17               |
| 22ª giornata - 18 febbraio 2017 Salle de la Pépinière, Les Breuleux | Franches-Montagnes | 3 - 0 | Cheseaux            | 25-19, 25-20, 26-24               |
| 23ª giornata - 25 febbraio 2017 Salle Derrière-la-Ville 5, Cheseaux | Cheseaux           | 0 - 3 | Volero Zurigo       | 20-25, 12-25, 12-25               |
| 24ª giornata - 27 febbraio 2017 Sporthalle Leimacker, Düdingen      | Düdingen           | 3 - 2 | Cheseaux            | 25-21, 25-23, 24-26, 24-26, 15-10 |
| 25ª giornata - 5 marzo 2017 BBC Arena, Sciaffusa                    | Kanti              | 3 - 0 | Cheseaux            | 25-22, 25-20, 25-22               |
| 26ª giornata - 11 marzo 2017 Salle Derrière-la-Ville 5, Cheseaux    | Cheseaux           | 3 - 0 | Sm'Aesch Pfeffingen | 25-23, 26-24, 26-24               |
| 27ª giornata - 12 marzo 2017 Salle Derrière-la-Ville 5, Cheseaux    | Cheseaux           | 3 - 1 | Köniz               | 27-25, 26-24, 19-25, 25-17        |

#### Play-off scudetto
| Quarti di finale (gara 1) - 18 marzo 2017 Salle Derrière-la-Ville 5, Cheseaux | Cheseaux           | 0 - 3 | Franches-Montagnes | 26-28, 17-25, 16-25               |
| Quarti di finale (gara 2) - 25 marzo 2017 Salle de la Pépinière, Les Breuleux | Franches-Montagnes | 3 - 2 | Cheseaux           | 25-16, 25-10, 23-25, 24-26, 15-13 |

### Coppa di Svizzera

#### Fase a eliminazione diretta
| Ottavi di finale - 8 gennaio 2017 Salle Derrière-la-Ville 5, Cheseaux | Cheseaux | 0 - 3 | Volero Zurigo | 22-25, 23-25, 8-25 |

## Statistiche

### Statistiche di squadra
| Competizione      | Punti | In casa | In casa | In casa | In trasferta | In trasferta | In trasferta | Totale | Totale | Totale |
| Competizione      | Punti | G       | V       | P       | G            | V            | P            | G      | V      | P      |
| ----------------- | ----- | ------- | ------- | ------- | ------------ | ------------ | ------------ | ------ | ------ | ------ |
| Lega Nazionale A  | 30    | 15      | 8       | 7       | 14           | 2            | 12           | 29     | 10     | 19     |
| Coppa di Svizzera | -     | 1       | 0       | 1       | -            | -            | -            | 1      | 0      | 1      |
| Totale            | -     | 16      | 8       | 8       | 14           | 2            | 12           | 30     | 10     | 20     |

G = partite giocate; V = partite vinte; P = partite perse

### Statistiche dei giocatori
NB: Non sono disponibili i dati relativi alla Lega Nazionale A e alla Coppa di Svizzera